# OŚ AZS Województwa Lubelskiego
Organizacja Środowiskowa AZS Woj. Lubelskiego – jednostka organizacyjna Akademickiego Związku Sportowego z siedzibą w Lublinie. Jest jedną z 17 organizacji środowiskowych AZS działających na terenie Polski.

## Barwy i gryf
Jednostka używa barw, flagi i znaków organizacyjnych AZS. Barwami jednostki są: kolor biały i zielony. Godłem jednostki jest biały gryf na zielonym polu.

## Działalność
OŚ AZS Woj. Lubelskiego działa w środowisku młodzieży akademickiej i szkolnej na terenie Lublina oraz województwa lubelskiego.
W OŚ AZS Woj. Lubelskiego zrzeszone są kluby uczelniane AZS oraz środowiskowe sekcje sportowe AZS z Lublina oraz województwa lubelskiego.

## Zrzeszane jednostki

### Kluby Uczelniane
- AZS UM Lublin
- AZS UP Lublin
- AZS Katolicki Uniwersytet Lubelski
- AZS KUL Stalowa Wola
- AZS Politechnika Lubelska

- AZS UMCS Lublin
- AZS WSSP Lublin
- AZS WSEI Lublin
- AZS PSW Biała Podlaska
- AZS AWF Biała Podlaska
- AZS PWSZ Chełm
- AZS PWSZ Zamość

### Kluby Środowiskowe
- KŚ AZS Lublin